# Anthony Mann
Anthony Mann, registrado al nacer como Emil (o Anton) Bundesmann (San Diego, 30 de junio de 1906-Berlín, 29 de abril de 1967), fue un director de cine, productor y actor estadounidense. Como director fue muy prolífico, pues dirigió 40 largometrajes estrenados en sólo 26 años (1942-1968). Si se incluyeran us dos telefilms previos de 1938 y la dirección parcial de los peplums Quo vadis y Espartaco (fue despedido de ambas producciones), sería un total de 44 films en 29 años.

## Biografía
Anthony Mann nació como Emil Anton Bundsmann en San Diego, California, en 1906. Su padre, Emile Theodore Bundsmann, un académico, emigrante austríaco, nació en el pueblo de Rosice, Chrudim, Bohemia en una familia católica alemana de los Sudetes. Su madre, Bertha Weichselbaum, profesora de teatro, era judía estadounidense, de ascendencia judía bávara. En el momento de su nacimiento, los padres de Mann eran miembros de la comunidad de la Sociedad Teosófica de Lomaland en el condado de San Diego.
Cuando Mann tenía tres años, sus padres se mudaron al país natal de su padre, Austria, para buscar tratamiento para la mala salud de su padre, dejando a Mann en Lomaland. La madre de Mann no regresó a por él hasta que cumplió los catorce años, y solo entonces a instancias de un primo que lo había visitado y estaba preocupado por su trato y situación en Lomaland. En 1917, la familia de Mann se mudó a Nueva York, donde desarrolló una afición por la actuación. Esto se reforzó con la participación de Mann en la Asociación Hebrea de Hombres Jóvenes. (Aunque Anthony Mann era judío porque su madre lo era, Ley que deriva del Deuteronomio, no consta que fuese judío practicante en ninguna sinagoga.)
Continuó actuando en producciones escolares, estudiando en East Orange Grammar y Newark's Central High School. En esta última escuela, interpretó el papel principal en Alcestis; uno de sus amigos y compañeros de clase fue la futura ejecutiva de los estudios de Hollywood Dore Schary. Después de la muerte de su padre en 1923, Mann se retiró durante su último año para ayudar con las finanzas de la familia.
Anthony Mann comenzó su carrera como actor en Nueva York, en pequeñas salas del off-Broadway. Esa experiencia sería decisiva para su futuro quehacer. Entre 1926 y 1933 fue contratado como jefe de producción del Teatro Guild; ese último año dirigió dos producciones para dicho teatro. En 1936 dirigió Cherokee Night para el Teatro de Harlem; en 1937, otra pieza para el teatro de la Calle 46; y en 1938 otras tres para el teatro federal.
En 1938 se trasladó a Hollywood contratado por David O. Selznick, como descubridor de talentos y director de reparto. En 1942 empezó a trabajar como asistente de dirección. Hizo pruebas para filmes famosos, como Lo que el viento se llevó, Intermezzo y Rebecca.
Sus primeros filmes, de 1942, fueron Dr. Broadway (para la Paramount) y Moonlight in Havana (para la Universal). Rodó con habilidad la comedia Two O'clock Courage (1945). Destacó pronto en el cine negro clásico —así con He Walked by Night (1948), Railroaded!, T-Men y Raw Deal—, lo que le permitió hacerse un hueco en la capital del cine. También hizo Reign of Terror, 1949, sobre la Revolución francesa.
A continuación obtuvo un éxito significativo en el género del wéstern durante su etapa en los Estudios Universal, así con La puerta del diablo (1950); y sobre todo destacó en un ciclo de colaboraciones con James Stewart: Winchester '73 (muy alabada), Horizontes lejanos, The Naked Spur, The Far Country, El hombre de Laramie y El hombre del oeste, con Gary Cooper, considerada por muchos críticos su obra maestra. En el estilo cinematográfico de Mann resalta cómo subraya a un personaje por encima de los restantes.
Aunque el género musical le resultó un campo menos logrado, destaca Música y lágrimas (The Glenn Miller Story, 1954), filme biográfico sobre Glenn Miller) con guion de Valentine Davies y Oscar Brodney; tuvo como protagonistas a James Stewart y June Allyson. En 1957 dirigió al tenor Mario Lanza en Serenade, con un reparto que incluía a Joan Fontaine, Vincent Price y la española Sara Montiel, con quien contraería matrimonio. En 1958 rodó una violenta película en blanco y negro, La pequeña tierra de Dios, basada en la novela homónima de Erskine Caldwell.
En los años 60 se concentró en realizar dos grandes producciones épicas, ambas con Sofía Loren, producidas por el rumano-estadounidense Samuel Bronston. El Cid (1961), por un lado, tuvo gran éxito comercial, no sólo en España; y algunos críticos valoran especialmente su factura pictográfica. Aunque con menos éxito de crítica, pero sí de público, realizó La caída del Imperio romano (1964), una gran película tétrica y extensa, que arranca de los últimos años del emperador sabio, Marco Aurelio (su funeral sería la culminación del relato), y se detiene justo en el ocaso de su hijo Cómodo, cuyo desorden vital y público o su muerte en el año 192 preanunciarían, antes de dos siglos, el fin del Imperio. El guion, dice en los créditos, estaría inspirado por la Historia de la decadencia y caída del Imperio romano de Edward Gibbon, cuyo arranque es precisamente el mandato de Marco Aurelio.
Estuvo casado con Mildred Mann (1936–1956); en segundas nupcias, desde 1957 con Sara Montiel, a quien conoció en el rodaje de Serenade. Tras anular ese matrimonio se casaría con una bailarina del Sadlers Wells Ballet. 
En 1964 fue presidente del jurado en el 14.º Festival International de Cine, en Berlín. Murió de un ataque al corazón en la capital alemana, en 1967, mientras dirigía una película de espionaje, Sentencia para un dandy (A Dandy in Aspic). El encargado de asumir las labores de dirección tras el fallecimiento de Mann fue Laurence Harvey, actor protagonista de la trama.
Por su trabajo, tiene una estrella en el Paseo de la Fama de Hollywood en el 6229 de Hollywood Boulevard. Estuvo cierto tiempo olvidado y no se le situaba junto a los grandes directores estadounidenses. Andrew Harris, en 1968, lo destacó en su libro The American Cinema, 1929-1968, y señalaba que ese olvido afectaba entre otros a Douglas Sirk, Nicholas Ray, Samuel Fuller y Otto Preminger.
Pero a finales de los setenta, en 1979, la crítica americana Jeanine Basinger escribió una monografía sobre Mann, que sería el texto, bien ilustrado 25 años después, que se presentó en el Festival Internacional de cine de San Sebastián en 2004, que se centró en su obra. Este evento proyectó de nuevo a Mann en el siglo XXI (y se han recuperado en DVD muchos de sus filmes). En la cinefilia española fue más conocido y reconocido que en el resto de la cinefilia europea porque Anthony Mann fue marido de Sara Montiel, quizá la mayor estrella cinematográfica de su época en España.

## Filmografía

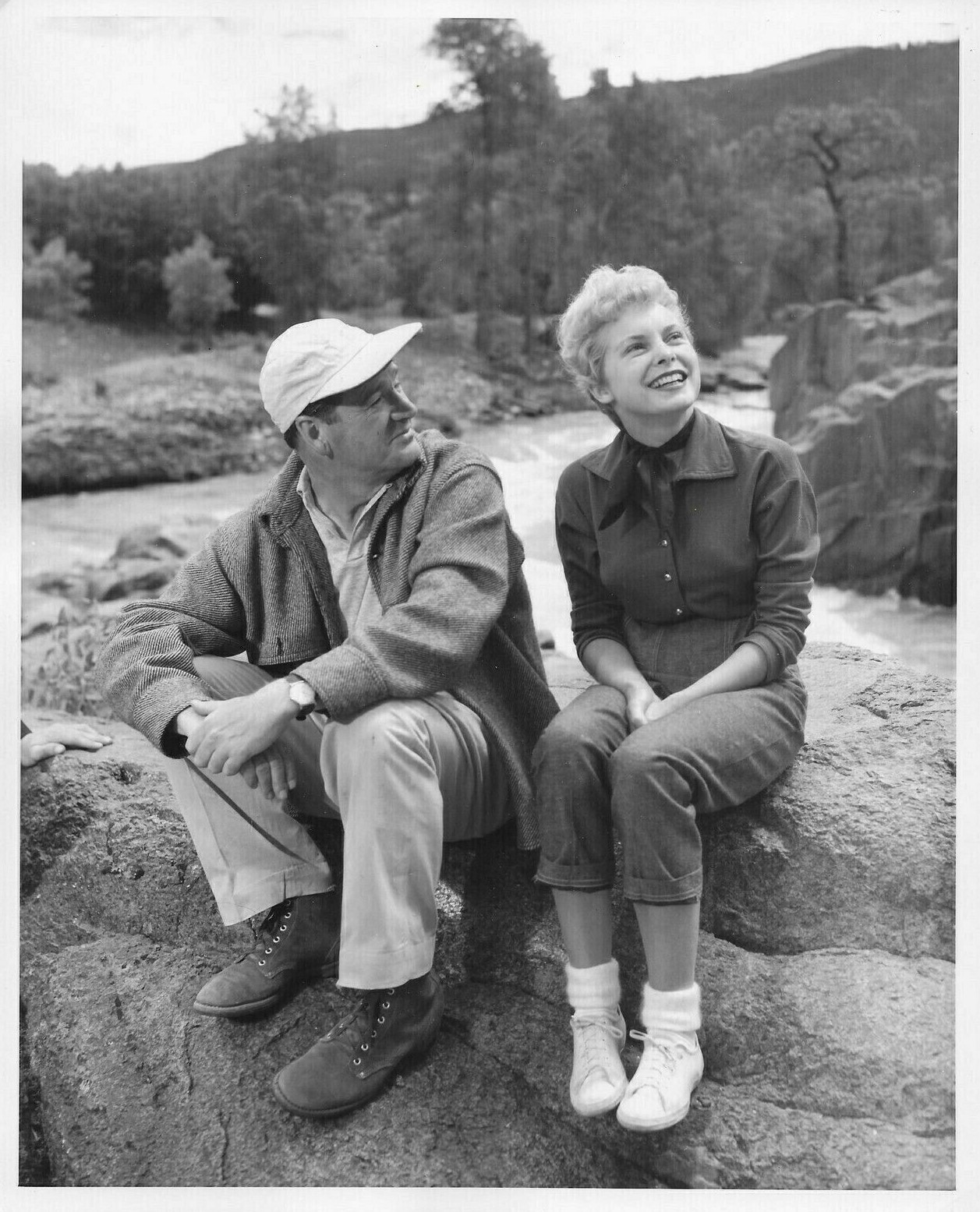
Mann junto a Janet Leigh en el rodaje de The Naked Spur (1952)

| Año  | Película                    |
| ---- | --------------------------- |
| 1942 | Moonlight in Havana         |
| 1942 | Dr. Broadway                |
| 1944 | El Gran Flamarion           |
| 1944 | My Best Gal                 |
| 1945 | Two O'Clock Courage         |
| 1945 | Sing Your Way Home          |
| 1946 | Strange Impersonation       |
| 1946 | The Bamboo Blonde           |
| 1947 | Desperate                   |
| 1947 | Railroaded!                 |
| 1947 | La brigada suicida          |
| 1948 | Raw Deal                    |
| 1948 | Orden: Caza sin cuartel     |
| 1949 | Border Incident             |
| 1949 | El reinado del terror       |
| 1950 | Calle lateral               |
| 1950 | Winchester '73              |
| 1950 | La puerta del diablo        |
| 1950 | Las furias                  |
| 1951 | The Tall Target             |
| 1952 | Bend of the River           |
| 1953 | Thunder Bay                 |
| 1953 | Música y lágrimas           |
| 1953 | The Naked Spur              |
| 1954 | Tierras lejanas             |
| 1955 | Strategic Air Command       |
| 1955 | El hombre de Laramie        |
| 1955 | The Last Frontier           |
| 1956 | Serenade                    |
| 1957 | Cazador de forajidos        |
| 1957 | Men in War                  |
| 1958 | God's Little Acre           |
| 1958 | El hombre del oeste         |
| 1960 | Cimarrón                    |
| 1961 | El Cid                      |
| 1964 | La caída del imperio romano |
| 1965 | Los héroes de Telemark      |
| 1968 | Sentencia para un dandy     |